# Arnold Štauvers
Arnold Štauvers (26 ottobre 1908 – 15 ottobre 1984) è stato un calciatore lettone.

## Carriera

### Club
Nel periodo in cui era in nazionale ha giocato nell'RFK Riga.

### Nazionale
Ha collezionato quattro presenze con la propria Nazionale, esordendo in una gara di Coppa del Baltico contro la Lituania; al suo ultimo incontro, una partita amichevole contro l'Estonia, mise a segno la sua unica rete in nazionale, su rigore.

## Statistiche

### Cronologia presenze e reti in Nazionale
| Cronologia completa delle presenze e delle reti in nazionale ― Lettonia | Cronologia completa delle presenze e delle reti in nazionale ― Lettonia | Cronologia completa delle presenze e delle reti in nazionale ― Lettonia | Cronologia completa delle presenze e delle reti in nazionale ― Lettonia | Cronologia completa delle presenze e delle reti in nazionale ― Lettonia | Cronologia completa delle presenze e delle reti in nazionale ― Lettonia | Cronologia completa delle presenze e delle reti in nazionale ― Lettonia | Cronologia completa delle presenze e delle reti in nazionale ― Lettonia |
| Data                                                                    | Città                                                                   | In casa                                                                 | Risultato                                                               | Ospiti                                                                  | Competizione                                                            | Reti                                                                    | Note                                                                    |
| ----------------------------------------------------------------------- | ----------------------------------------------------------------------- | ----------------------------------------------------------------------- | ----------------------------------------------------------------------- | ----------------------------------------------------------------------- | ----------------------------------------------------------------------- | ----------------------------------------------------------------------- | ----------------------------------------------------------------------- |
| 14-8-1929                                                               | Riga                                                                    | Lettonia                                                                | 3 – 1                                                                   | Lituania                                                                | Coppa del Baltico 1929                                                  | -                                                                       |                                                                         |
| 31-8-1931                                                               | Tallinn                                                                 | Lettonia                                                                | 1 – 0                                                                   | Lituania                                                                | Coppa del Baltico 1931                                                  | -                                                                       |                                                                         |
| 1-9-1931                                                                | Tallinn                                                                 | Estonia                                                                 | 3 – 1                                                                   | Lettonia                                                                | Coppa del Baltico 1931                                                  | -                                                                       |                                                                         |
| 27-9-1931                                                               | Riga                                                                    | Lettonia                                                                | 2 – 1                                                                   | Estonia                                                                 | Amichevole                                                              | 1                                                                       |                                                                         |
| Totale                                                                  |                                                                         | Presenze                                                                | 4                                                                       |                                                                         | Reti                                                                    | 1                                                                       |                                                                         |